# Jolivet (Meurthe-et-Moselle)
Jolivet é uma comuna francesa na região administrativa de Grande Leste, no departamento de Meurthe-et-Moselle. Estende-se por uma área de 7,2 km². Em 2010 a comuna tinha 917 habitantes (densidade: 127,4 hab./km²).